# USS Steamer Bay (CVE-87)
Авіаносець «Стімер Бей» (англ. Cape Esperance (CVE-88)) - ескортний авіаносець США часів Другої світової війни, типу «Касабланка».

## Історія створення
Авіаносець «Стімер Бей» закладений 4 грудня 1943 року  на верфі Kaiser Shipyards у Ванкувері. Спущений на воду 26 лютого 1944 року. Вступив у стрій 4 квітня 1944 року.

## Історія служби
Після вступу в стрій авіаносець з вересня по грудень 1944 року здійснював перевезення літаків для потреб тактичного з'єднання TF58/38.
У 1945 році «Стімер Бей» брав участь в десантній операції в затоці Лінгаєн (о. Лусон, січень 1945 року), битві за Іодзіму (лютий-березень 1945 року), в битві за Окінаву (квітень-червень 1945 року).
24 квітня 1945 року корабель був легко пошкоджений внаслідок зіткнення з есмінцем «Hall». 16 червня 1945 року знову був пошкоджений внаслідок аварії американських літаків.
Після закінчення бойових дій корабель перевозив американських солдатів та моряків на батьківщину (операція «Magic Carpet»).
8 серпня 1946 року авіаносець був виведений в резерв. 
12 червня 1955 року він був перекласифікований в ескортний вертольотоносець CVHE-87.
1 березня 1959 року «Стімер Бей» був виключений зі списків флоту і 29 серпня зданий на злам.